# 岳钟英
岳钟英（？—？），字子發，湖广江陵人，是一名明朝政治人物。举人出身。

## 生平
嘉靖三十一年（1552年）壬子科湖广乡试举人，历官邵武府知府，萬曆九年（1581年）四月升四川按察司副使，十年四月因病乞致仕。
岳钟英曾于万历年间接替王泽任邵武府知府一职，万历年间由郑宣化接任。